# Умбрийская школа
Центром этой художественной школы в XIII — XVI веках был город Перуджа. В формировании школы значительную роль сыграли приезжие тосканские, в частности флорентийские художники. В конце XIV — начале XV веков мастера умбрийской школы работали в традициях позднеготического искусства. Со второй половины XV века в работах художников умбрийской школы стали преобладать эстетические качества искусства кватроченто — раннего итальянского Возрождения.
Зеленые холмы Умбрии со скользящими по ним тенями облаков, силуэты кипарисов на фоне синего неба дали этому краю поэтическое наименование: «страна лёгких теней» (игра слов: лат. umbra — «тень»). Ласковый умбрийский пейзаж способствовал формированию в этих местах оригинальной школы живописцев. По определению П. П. Муратова, умбрийские пейзажи «сияют светом и полнятся воздухом, свивающимся в нежнейшие туманы, которые плывут над Тразименой и делят цепи далеких конических гор».
Умбрийская школа живописи складывалась в начале XV в. в маленьких городках, названия которых звучат в фамилиях художников: Джентиле да Фабриано, Мелоццо да Форли (городок в Эмилии-Романье), Никколо да Фолиньо, Лоренцо и Якопо Сансеверино. В 1450 г. в маленьком умбрийском городке Монтефалько работал флорентиец Беноццо Гоццоли вместе с уроженцем этого городка Ф. Меланцио. В Перудже творил живописец из Флоренции Доменико Венециано. Под влиянием мастеров сьенской школы в Перудже начинали Дж. Боккати (1410 — ок. 1485) и Фьоренцо ди Лоренцо (?-1520). Подобно флорентийцам и, в частности, Пьеро делла Франческа, художники Умбрии любят прозрачные краски и ясные линии. С наибольшей полнотой эти качества проявились в искусстве Пьетро Ваннуччи по прозванию Перуджино (1445—1523) — создателя особенной красоты в изображении мечтательных, задумчивых Мадонн на фоне типично умбрийского пейзажа. Образы учителя использовал в своих ранних произведениях знаменитый ученик Перуджино — Рафаэль Санти. Индивидуальный стиль живописи этого художника, по определению Вёльфлина, — это «полное спокойствие, тихие линии, благородная архитектура с широким видом вдаль, красивая линия гор на горизонте, чистое небо, безмолвие… Перуджиновский принцип упрощения и закономерности был важным фактором накануне классического искусства, и потому ясно, насколько он облегчил путь Рафаэлю».
Последователем Перуджино был Пинтуриккьо (1454—1518). В 1481—1483 годах Перуджино и Пинтуриккьо вместе с флорентийскими живописцами работали в Ватикане, писали фрески в Сикстинской капелле. Этот факт также свидетельствует о значении умбрийской школы как переходной от провинциального кватроченто к римскому классицизму эпохи Высокого Возрождения.
В Умбрии находился один из центров искусства ренессансной росписи изделий из майолики. Маленький городок Губбио известен люстровой росписью В Губбио в начале XIII в. жил Св. Франциск Ассизский. В начале XV в. фрески в церкви Сан-Франческо создал умбрийский живописец Оттавиано Нелли. К умбрийской школе относят и творчество живописца раннего Итальянского Возрождения Лоренцо да Витербо (1437—1476), который, возможно, учился у Пьеро делла Франческа. Св. Франциск бывал и в маленьком умбрийском городке Сполето, где находятся одна из древнейших в Италии базилик Сан-Сальваторе (IV—IX вв.) и средневековый собор (Duomo), украшенный фресками Пинтуриккьо и фра Филиппо Липпи.

## Наиболее известные художники умбрийской школы эпохи Возрождения
- Никколо Алунно
- Рафаэль Санти
- Пьетро Перуджино
- Лука Синьорелли
- Бернардино Пинтуриккьо
- Ло Спанья (Джованни ди Пьетро)
- Федерико Бароччи
- Антонио Альберти
- Тимотео Вити
- Джованни Боккати
- Якопо Сансеверино
- Джентиле да Фабриано
- Фьоренцо ди Лоренцо
- Джованни Баттиста Капорали
- Франческо Меланцио
- Мелоццо да Форли

## Галерея
- Перуджино. Обручение Марии. Ок. 1503. Дерево, масло. Музей изобразительных искусств, Кан
- Рафаэль. Обручение Марии и Иосифа. 1504. Дерево, масло. Пинакотека Брера, Милан
- Мадонна с Младенцем. Дерево, масло. Музей Фицуильяма, Кембридж
- Перуджино. Бог-Отец и святые Рох и Романо. Фреска. Муниципальная пинакотека, Дерута
- Фрески в Коллегио-ди-Камбио. Между 1452 и 1457. Перуджа
- Рафаэль. Мадонна с Младенцем. 1498. Фреска. Дом Рафаэля в Урбино
- Рафаэль. Святой Георгий и дракон. Между 1504 и 1506. Дерево, масло. Лувр, Париж
- Рафаэль. Сон рыцаря. Ок. 1504. Дерево, масло. Лондонская национальная галерея